# Список глав государств в 693 году
Список глав государств в 692 году — 693 год — Список глав государств в 694 году — Список глав государств по годам

## Африка
- Ифрикия — Хасан ибн аль-Нуман, наместник (692 — 703)

## Америка
- Баакульское царство — Кан Балам II, царь (684 — 702)
- Канульское царство — Йукно’м Йич’аак К’а’к’, священный владыка (686 — 695)
- Дос-Пилас — Ицамнаах К'авиль, царь (692 — 726)
- Мутульское царство (Тикаль) — Хасав-Чан-Кавиль I, царь (682 — 734)
- Шукууп (Копан) — К’ак'-Ути-Виц'-К’авиль, царь (628 — 695)
- Яшчилан (Пачан) — Ицамнах-Балам III, божественный царь (681 — 742)

## Азия
- Абхазия (Абазгия) — Константин I, князь (ок. 680 — ок. 710)
- Армянский эмират — Смбат VI Багратуни, ишхан (691 — 711)
- Гилян (Дабюиды) — Фарукхан Великий, испахбад (676 — 728)
- Грузия — 
  - Картли — 
    - Гурам II, эрисмтавар (684 — 693)
    - Гурам III, эрисмтавар (693 — 748)

  - Кахетия — Стефаноз II, князь[англ.] (684 — 736)
  - Тао-Кларджети — Варазбакур, князь (678 — 705)
- Дханьявади — Тюрия Тагья, царь[англ.] (686 — 694)
- Западно-тюркский каганат — 
  - Ашина Юанькин-шад, каган (679 — 693)
  - Ашина Хушэло-шад, каган (693 — 704)
- Индия — 
  - Бадами (Западные Чалукья) — Винаядитья I, махараджа (678 — 696)
  - Венги (Восточные Чалукья) — 
    - Шришрая Шиладитья Сарвасидхи, махараджа (673 — 705)
    - Манги Ювараджа, махараджа (682 — 706)

  - Западные Ганги — Шивамара I, махараджа (679 — 726)
  - Кашмир — Пратападития, махараджа[нем.] (ок. 661 — ок. 711)
  - Паллавы (Анандадеша) — Парамешвараварман I, махараджа (670 — 695)
  - Пандья — Арикесари Мараварман, раджа (670 — 710)
  - Хагда — Балабхата, царь[англ.] (690 — 705)
- Кавказская Албания — Вараз-Трдат I, князь (670 — 705)
- Камарупа — Виджая, царь (670 — 725)
- Китай (Династия Тан) — У Цзэтянь, императрица (690 — 705)
- Кок-тюркский каганат — 
  - Эльтериш-каган, каган (682 — 693)
  - Капаган-каган, каган (693 — 716)
- Наньчжао — Синцзун-ван (Мэн Лошэн) , ван (674 — 712)
- Омейядов халифат — Абдул-Малик, халиф (685 — 705)
- Паган — Пеит Тонг, король[англ.] (660 — 710)
- Раджарата (Анурадхапура) — Манаванна, король (691 — 726)
- Силла — Хёсо, ван (692 — 702)
- Сунда — Тарусбава, король (669 — 723)
- Табаристан (Баванди) — Сорхаб I, испахбад (680 — 728)
- Тибет — Триду Сонгцэн, царь (676 — 704)
- Тямпа — Викрантаварман II, князь (ок. 686 — ок. 731)
- Ченла — Джаядеви, королева (681 — 713)
- Шривиджайя — Дапунта Шри Джаянаса, князь (670 — 702)
- Япония — Дзито, императрица (686 — 697)

## Европа
- Англия — 
  - Восточная Англия — Эльдвульф, король (664 - 713)
  - Думнония — Дунгарт ап Кулмин, король (661 — 700)
  - Кент — Витред, король (692 — 725)
  - Мерсия — Этельред I, король (675 — 704)
  - Нортумбрия — Элдфрит, король (685 - 704)
  - Уэссекс — Ине, король (688 — 726)
  - Хвикке — Осхер, король (679 — 704)
  - Эссекс — Себби, король (664 — 695)
- Болгарское царство — Аспарух, хан (668 — 700)
- Вестготское королевство — Эгика, король (687 — 702)
- Византийская империя — Юстиниан II, император (685 — 695, 705 — 711)
  - Равеннский экзархат — Иоанн II Платин, экзарх (687 — 702)
  - Неаполь — Бонеллюс, герцог (687 - 696)
- Волжская Булгария — Котраг, хан (668 — ок. 710)
- Домнония — Риваллон II, король (692 — 720)
- Ирландия — Финснехта Фледах мак Дунхад, верховный король (675 — 695)
  - Айлех — Фланд мак Маэле Тюил, король (681 — 700)
  - Коннахт — Фергал Айдни мак Артгайле, король (689 — 697)
  - Лейнстер — 
    - Бран Мут мак Конайл, король (680 — 693)
    - Келлах Куаланн мак Гериди, король (693 — 715)

  - Мунстер — Фингуне, король (678 — ок. 696)
  - Ольстер — Бекк Бейрч мак Блатмейк, король (692 — 707)
- Лангобардское королевство — Куниперт, король (688 — 700)
  - Беневенто — Гизульф I, герцог (680 — 706)
  - Сполето — Тразимунд I, герцог (665 - 703)
  - Фриуль — Родоальд, герцог (? - 694)
- Папский престол — Сергий I, папа римский (687 — 701)
- Сербия — Владин, жупан (ок. 680 — ок. 700)
- Уэльс —
  - Брихейниог — Кадуган ап Катен, король (690 — 710)
  - Гвент — Морган II ап Атруис, король (685 — 715)
  - Гвинед — Идвал ап Кадваладр, король (682 — 720)
  - Дивед — Кадуган ап Катен, король (690 — 710)
  - Поуис — Гуилог ап Бели, король (ок. 665 — 710)
- Франкское королевство — Хлодвиг IV, король (691 — 695)
  - Пипин Геристальский, майордом (688 - 695)
  - Аквитания и Васкония — Эд Великий, герцог (ок. 688 — 735)
  - Бавария — Теодон II, герцог (680 — 716)
  - Тюрингия — Хеден II Младший, герцог (689 — ок. 741)
- Фризия — Радбод I, король (680 - 719)
- Хазарский каганат — Ибузир Гляван, каган (690 - 715)
- Швеция — Ивар Широкие Объятья, король (ок. 655 - ок. 695)
- Шотландия —
  - Галвидел — Анарауд ап Мерфин, король (682 — 695)
  - Дал Риада — 
    - Домналл II Коричневый, король (673 — 696)
    - Ферхар II, король (676 — 697)

  - Пикты — 
    - Бруде III, король (672 — 693)
    - Таран, король (693 — 697)

  - Стратклайд (Альт Клуит) — 
    - Элвин, король (658 — 693)
    - Думнагуал ап Эугейн, король (693 — 694)

- Абдул-Малик 
 685-705 
 Арабский халиф
- Аспарух 
 679-700 
 Хан Болгарии
- Юстиниан II 
 685-695 
 Император Византии
- У Цзэтянь 
 691-705 
 Императрица Китая
- Эгика 
 687-702 
 Король вестготов
- Куниперт 
 688-700 
 Король лангобардов
- Хлодвиг IV 
 691-695 
 Король франков
- Хасав-Чан-Кавиль I 
 682-734 
 Царь Тикаля
- Дзито 
 686-697 
 Императрица Японии
- Сергий I 
 687-701 
 Папа римский